# イェルチュク
イェルチュク（モンゴル語: Yelčük、生没年不詳）は、モンゴル帝国に仕えたウイグル人将軍の一人。『元史』などの漢文史料では野里朮(yělǐzhú)と記される。イレジュとも。

## 概要
イェルチュクの祖先は代々天山ウイグル王国のビシュバリク（漢訳は「五城」）に居住していたが、後に東アジア方面に移住した一族であった。イェルチュクの祖父のタシュ（Taš/達釈）は謀略に長けることで信任を得ており、チンギス・カンが中央アジアに進出したときには、これを懼れたウイグル王（イディクート）が錦衣・白貂帽でもってタシュを呼び出し、相談を受けたタシュはモンゴル帝国に降ることを勧めたという。その後、中央アジア遠征から戻った諸王はチンギス・カンに「タシュの子のイェルチュクは驍勇にして善く戦い、率いる部落もまた強大です。タシュは配下を率いて直接モンゴルに仕えたいと思っているが、未だその機会がないとも聞きます」と述べ、これを受けてチンギス・カンは駅馬500を用意してイェルチュクを迎え入れ、重用した。
チンギス・カンのホラズム遠征が始まると、イェルチュクは親王アルチダイの軍団に属して遠征に同行した。この遠征でイェルチュクは多くの功績を挙げたので、四環衛のビチクチ長の地位を得た。1232年（壬辰）には第2代皇帝オゴデイによる金朝親征に加わって功績を挙げ、1234年（甲午）にはシギ・クトクによる漢地（ヒタイ＝旧金朝領華北）の戸口調査を補助した。この戸口調査（乙未年籍）を元に投下領の分配が行われた（丙申年分撥）。死後は息子のテケチュクが地位を継いだ。